# Río Granada
Río Granada är en ort i Mexiko.   Den ligger i kommunen San Agustín Loxicha och delstaten Oaxaca, i den sydöstra delen av landet, 500 km sydost om huvudstaden Mexico City. Río Granada ligger 1 824 meter över havet och antalet invånare är 170.
Terrängen runt Río Granada är bergig österut, men västerut är den kuperad. Río Granada ligger uppe på en höjd. Runt Río Granada är det ganska tätbefolkat, med 83 invånare per kvadratkilometer. Närmaste större samhälle är San Agustín Loxicha, 3,9 km nordväst om Río Granada. I omgivningarna runt Río Granada växer i huvudsak städsegrön lövskog.